# Geoffrey Grey

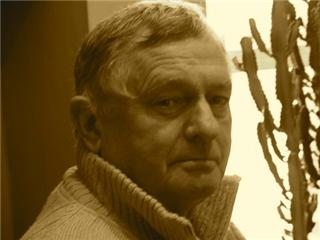
Geoffrey Grey (2005)

Geoffrey Grey (* 26. September 1934 in Gipsy Hill) ist ein englischer Komponist, Dirigent und Violinist.

## Biografie
Geoffrey Grey lebte bis zum Beginn des Zweiten Weltkrieges am Rande von Dartmoor, dann wurde er nach Schottland zu seinen Großeltern väterlicherseits geschickt. Da er schon in jungen Jahren Interesse für die Violine zeigte, hatten seine Eltern eine Laufbahn als Konzertpianist vorgesehen. Er besuchte die Royal Academy of Music und studierte Violine, Komposition, Klavier und dirigieren. Seine Lehrer im Fach Komposition waren William Alwyn, Benjamin Frankel und später in Paris, Nadia Boulanger.
1959 ging er nach Neuseeland, wo er eine Zeit lang als freiberuflicher Violinist arbeitete, bis er "Tour Musical Director" der New Zealand Opera Company wurde. Mehrere seiner frühen Stücke wurden vom Rundfunksender National Commercial Broadcasting Service ausgestrahlt.
1960 kehrte er nach England zurück, wo er Leiter einer Musikschule in Suffolk wurde. Nach nur einem Jahr zog er nach London und lebte dort die nächsten 40 Jahre als freiberuflicher Violinist. In dieser Zeit komponierte er Werke für verschiedene Besetzungen. Er spielte für das Ballett, Musicals und Popkonzerte. Oft ging er auch mit der Lindsay-Kemp-Theatertruppe als Violinist, Pianist und Perkussionist auf Tour.
Seit 1996 lebte er vor allem in Cornwall und dann nach Margate, wo er sich fast ausschließlich auf das Komponieren konzentrierte. Im März 2003 starb sein Freund, der Komponist Edwin Carr. Er setzte sich mit dem Oboisten Dominique Enon in Verbindung, um eine Klavier-Reduktion für sein Konzert für Oboe und Orchester zu schreiben. Dieses Treffen erwies sich als fruchtbringend, da er bei seiner Rückkehr in Frankreich mit der Arbeit des Dirigenten Kurt Masur mit dem Orchestre National de France in Verbindung kam.
Heute lebt Grey in Dorset.

## Werke
- Sonata in C for Piano, Lili-Boulanger-Preis, 1958
- The Pied Piper, Oper für Kinder, Libretto von Margaret John, 1958
- A Christmas Cantata, für Frauenstimmen und Orchester, 1959
- The Tinderbox, für Erzähler, Violine und Klavier, 1960
- Sonata No. 1 for Violin & Piano, 1961
- Serenade for Piano, 1962
- Six Cavalier Songs for Sop. & Piano, 1962
- Capriccio for String Orchestra, 1963
- Cock Robin, Betty Botter, Lullaby, Variationen über Kinderreime, 1964
- Patterns, Ballettmusik, 1964
- Sarabande, Ballettmusik, 1964
- Dance-Game, symphonisches Scherzo, 1967
- String Quartet No 1, 1967
- Aria for Flute (Oboe) & Piano, 1968
- Sonata alla Toccata for Piano, 1968
- Sonata for Brass, 1968
- Autumn '69 (The Prisoners), für vier Orchester, 1969
- Inconsequenza for 4 Percussion Players, 1969
- John Gilpin for solo SATB & W/W 5tet, 1969
- Notturno for String Quartet, 1969
- Quintet for Fl. ob. Clar. Hrn & Bassoon, 1969
- Divertimento Pastorale for Brass 5tet, 1970
- Sarabande for Dead Lovers, Suite aus der Ballettmusik Sarabande, 1970
- The Autumn People, für Kammerorchester, 1970
- 12 Labours of Hercules, für Symphonieorchester und zwei Erzähler, 1971
- A Mirror for Cassandra, Quintett für Piano, Violine, Cello, Oboe und Horn, 1971
- Serenade for Double Woodwind 5tet, 1971
- Ceres, Ballettmusik, 1972
- Concerto Grosso No 1, 1972
- Saxophone Quartet, 1972
- Songs for Instruments (Septet), 1972
- Three Jacobean Songs for Tenor & String Orchestra, 1973
- A Dream of Dying for Soprano & Instrumental Ensemble, 1974
- 3 Pieces for 2 Pianos, 1975
- Concertante for 2 Solo Violins & Chamber Orchestra, 1975
- Flowers of the Night, Sonatina for Violin (Flute) & Piano, 1975
- March Militaire No 1, für Blechbläser und Schlagzeug, 1975
- Tryptich, für Symphonieorchester, 1975
- Sonata for Cello & Piano, 1976
- Song from "Death's Jest Book" by T. L. Beddoes, für Sopran und Piano, 1978
- Dreams of a Summer Afternoon, Trio für Violine, Horn und Piano, 1980
- 4 Studies for Piano Solo, 1981
- Suite for Strings, 1981
- Sonata for Clarinet & Piano, 1983
- Contretemps for W/W 4tet, 1984
- Three Songs for Soprano, Clarinet & Piano, 1984
- A Morning Raga for Double Bass & Piano, 1985
- Sonata for Viola & Piano, 1987
- Concerto Grosso No.2 for Solo Violin & Strings, 1988
- Partita for Trumpet & Piano, 1988
- Sonata in 4 Movements for Violin & Piano, 1988
- 10 Easy Pieces, für Piano, Violine, Oboe, Horn und Cello, 1989
- A Bit of Singing & Dancing, 1996
- The Pike, Quintett für Piano, Violine, Viola und Cello, 1996
- 4 Bagatelles for 2 Flutes, 1997
- Scerzo Strepitoso, symphonisches Stück, 1997
- Cantar de la Siguiriya Gitana for Tenor & Piano Trio, 1998
- Preamble & 5 Variations for Bassoon & Piano, 1999
- De Vinetas Flamencas, for Tenor & Piano, 2001
- Tango all Sonata for Cor Anglais & Piano, 2002
- Eurus: The East Wind, Quartett für Piano, Flöte, Klarinette und Fagott, 2003
- Threnody, Capriccio & Anthem for Oboe Choir, 2003
- A scene from Old Russia, für Pinaotrio, 2004
- Two Xmas Carols for a capella choir, 2004
- Aubade for Oboe & Piano, 2005
- Trio Concertante for Oboe, Bassoon & Piano, 2007